# Trànsit web
El trànsit web és la quantitat de dades enviades i rebudes pels visitants d'un lloc web, la qual és una gran proporció del trànsit d'Internet. El trànsit web ve determinat pel nombre de visitants i de les pàgines que aquests visiten.

## Mesurament

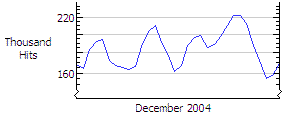
Exemple gràfic del trànsit web de Wikipedia el desembre de 2004.

El trànsit web es mesura per veure i analitzar la popularitat de llocs web i pàgines individuals o seccions sense que aquests siguin en un portal.
El trànsit web pot ser analitzat veient les estadístiques trobades al fitxer del servidor de la pàgina, el qual genera automàticament una llista de totes les pàgines vistes.
Una petició de fitxer és generada quan qualsevol fitxer és vist. La pàgina, per si mateixa, és considerada un fitxer, però les imatges també són fitxers; per tant, una pàgina amb cinc imatges pot generar 6 peticions de fitxers (les 5 imatges i la pàgina). Una vista de pàgina és generada quan un visitant sol·licita qualsevol pàgina del lloc. El visitant sempre generarà almenys una vista de pàgina (portada), però en pot generar moltes més.
També existeixen aplicacions externes que prenen registre dels llocs web inserint una metaetiqueta (petit codi HTML) a cada pàgina del lloc.
El trànsit web també és mesurat de vegades per un packet sniffing i també lliura mostres aleatòries de trànsit i informació externa sobre tot l'ús que té la pàgina a Internet.

### Criteris de mesurament
- Nombre de visitants
- Mitjana de pàgines vistes per un usuari (una mitjana alta indica que els usuaris exploren constantment la pàgina, potser perquè la troben útil, o en cas contrari pot indicar inhabilitat del lloc o que el públic troba la informació fàcil)
- Mitjana de temps d'un usuari al lloc
- Mitjana de durada de la pàgina (per quant temps és vista)
- Classes dominants (nivells d'adreces IP requerida per obrir pàgina web i contingut)
- Hora pic (el major temps de popularitat de la pàgina pot mostrar-se quan es fan campanyes promocionals)
- Pàgines més sol·licitades (més populars)
- Portades més sol·licitades (és la primera pàgina del lloc, la que més atreu els visitants)

Llocs web com Alexa Internet generen estadístiques de trànsit i rànquings basats en la gent que accedeix a les pàgines web usant la barra Alexa. La dificultat rau en el fet que no mira tot el trànsit que té la web. Els llocs importants generalment usen els serveis d'empreses com Nielsen Netratings, però els seus reportatges només estan disponibles amb subscripció prèvia.

## Controlar el trànsit web
La quantitat de trànsit en un lloc web serveix per mesurar la seva popularitat. Analitzant les estadístiques de visitants és possible saber què està bé i què s'ha de millorar. També és possible augmentar (o en alguns casos disminuir) la popularitat del lloc i la quantitat de gent que el visita.